# Установка фракціонування Конвей
Установка фракціонування Конвей – підприємство нафтогазової промисловості в Канзасі, де створений потужний хаб по роботі зі зрідженими вуглеводневими газами (ЗВГ).
Розробка басейнів Перміан (Техас) та Анадарко (Оклахома) призвела до появи центру фракціонування в канзаському Конвеї, де були відповідні умови для організації зберігання ЗВГ у підземних соляних кавернах. Надалі розділені продукти відправлялись на північний схід у штати Середнього Заходу. Роботу фракціонатора обслуговувала трубопровідна система Mid-America Pipeline System (MAPL), одна гілка якої – Конвей-Соуз – подавала суміш ЗВГ, тоді як Конвей-Норз транспортувала пропан та інші фракції далі на північний схід. 
Надалі облаштували й інші напрямки подачі ЗВГ до Конвею, наприклад, з центральної Оклахоми по трубопроводу Chisholm NGL. А у 2008-му до канзаського хабу з північного заходу вивели потужний трубопровід Оверленд-Пасс, котрий став постачати суміш ЗВГ із Вайомінгу, Колорадо (а пізніше й Північної Дакоти) для фракціонаторів у Конвеї та Буштоні. При цьому вже станом на середину 2000-х Конвей-Соуз працював у південному напрямку, використовуючись як один з елементів системи доправлення ЗВГ до узбережжя Мексиканської затоки.
Завод у Конвеї розділяє суміш ЗВГ на газовий конденсат, бутан, ізобутан, пропан та етан-пропанову суміш, в якій 80 % припадає на етан. Склад останнього продукту пояснюється тим, що каверни підземного сховища в Конвеї не могли витримати тиск чистого етану. Надалі етан-пропанова суміш видається до регіону Великих Озер по трубопроводу Ethane-Propane Mix. 
Окрім видачі фракціонованих продуктів на північний схід існує можливість використання системи Oneok NGL, котра забезпечує транспортне сполучення канзаського ЗВГ-хабу з узбережжям Мексиканської затоки.
Станом на середину 2010-х років потужність фракціонатора становила 107 тисяч барелів ЗВГ на добу.
Для зберігання нерозділеної суміші вуглеводневих газів фракціонатор має 4 власні підземні каверни. Що стосується продуктів фракціонування, то вони передаються до зазначеного вище комплексу підземних сховищ.